# أندي ميلفيل
أندي ميلفيل (بالإنجليزية: Andy Melville)‏ (29 نوفمبر 1968 بسوانزي في المملكة المتحدة - ) هو مدرب كرة قدم ولاعب كرة قدم بريطاني في مركز الوسط. شارك مع منتخب ويلز لكرة القدم. أما مع النوادي، فقد لعب مع أكسفورد يونايتد وبرادفورد سيتي وسوانزي سيتي ونادي سندرلاند ونادي فولهام ونوتينغهام فورست ووست هام يونايتد.

## مسيرته الكروية
لعب أندي ميلفيل خلال مسيرته الاحترافية مع 7 أندية في ثلاثة وعشرون موسمًا وسجل خلالها 54 هدفًا ضمن 702 مباراة. ولم يفز بأي موسم بالكأس أو بالدوري.
خاض أندي ميلفيل مسيرته مع نادي سوانزي سيتي في موسم 1985–86 ليلعب معه خمسة مواسم، مشاركًا في 175 مباراة سجل خلالها 22 هدفًا. ثم انتقل إلى نادي أكسفورد يونايتد في موسم 1990–91 واستمر معه طيلة ثلاثة مواسم، حيث شارك في 135 مباراة سجل خلالها 13 هدفًا. لينتقل بعدها إلى نادي سندرلاند في موسم 1993–94 في المرة الأولى ليلعب معه خمسة مواسم ثم في موسم 1998–99 لمدة موسم واحد، مشاركًا طوالها في 204 مباراة سجل خلالها 14 هدفًا. ثم انتقل إلى نادي برادفورد سيتي في موسم 1997–98 لمدة موسم واحد، مشاركًا في 6 مباريات سجل خلالها هدفًا واحدًا. هذا وانتقل لاحقًا إلى نادي فولهام في موسم 1999–00 ليلعب معه خمسة مواسم، مشاركًا في 153 مباراة سجل خلالها 4 أهداف. ثم انتقل بعدها إلى نادي وست هام يونايتد في موسم 2003–04 ولمدة موسمين، مشاركًا في 17 مباراة ولم يسجل أي هدف. ليعود وينتقل من جديد، لكن هذه المرة إلى نادي نوتينغهام فورست في موسم 2004–05 لمدة موسم واحد، مشاركًا في 12 مباراة ولم يسجل أي هدف أيضًا.

## وصلات خارجية
- أندي ميلفيل على موقع قاعدة بيانات كرة القدم.إي يو (الإنجليزية)
- أندي ميلفيل على موقع ناشيونال فوتبول تيمز (الإنجليزية)
- أندي ميلفيل على موقع Soccerbase.com (لاعب) (الإنجليزية)
- أندي ميلفيل على موقع عالم كرة القدم.نت (الإنجليزية)